# Long Mesangat
Long Mesangat (indonez. Kecamatan Long Mesangat) – kecamatan w kabupatenie Kutai Timur w prowincji Borneo Wschodnie w Indonezji.
Kecamatan ten graniczy od północy z kecamatanami Busang i Telen, od wschodu kecamatanem Batu Ampar, od południa z kecamatanem Mauara Bengkal, a od zachodu z kecamatanem Muara Ancalong.
W 2010 roku kecamatan ten zamieszkiwało 4 250 osób, z których 100% stanowiła ludność wiejska. Mężczyzn było 2 271, a kobiet 1 979. 3 150 osób wyznawało islam, a 632 chrześcijaństwo.
Znajdują się tutaj miejscowości: Melan, Mukti Utama, Segoi Makmur, Sika Makmur, Sumber Agung, Sumber Sari, Tanah Abang.